# Peter Westenthaler
Peter Westenthaler, né Peter Hojač (né le 6 novembre 1967 à Vienne) est un ancien homme politique autrichien, membre du Parti de la liberté d'Autriche (FPÖ) puis de l'Alliance pour l'avenir de l'Autriche (BZÖ), devenu chroniqueur politique pour l'Österreichischer Rundfunk.

## Biographie
Peter Westenthaler est élève du gymnasium du Neulandschule Laaerberg pendant quatre ans puis de 1979 à 1983 de la HTBLuVA Wien 5 Spengergasse, dans le département informatique et organisation opérationnelle. En 1984, Westenthaler change son nom de famille pour Hojac, le nom de jeune fille de sa mère à la suite du divorce de ses parents. Après le diplôme, il étudie pendant un certain temps le journalisme et les sciences politiques à l'université de Vienne, mais n'obtient pas de diplôme. Après divers emplois dans le secteur informatique, il rencontre Jörg Haider en 1988 et devient la même année indépendant au sein du club parlementaire du FPÖ (tout en travaillant pour l'informatique de ce club). De 1989 à 1991, il est attaché de presse à plein temps au sein du club parlementaire du FPÖ sous la direction du président du club Norbert Gugerbauer (de). Par la suite, Westenthaler est secrétaire personnel du président du parti fédéral Jörg Haider jusqu'en 1993. En 1995, il accomplit son service militaire. En 1996, il est nommé chef du nouveau bureau de communication et, de 1996 à 2000, il est aussi secrétaire général du FPÖ. Westenthaler atteint le point culminant de sa carrière politique en tant qu'adjoint de la chef du parti fédéral, Susanne Riess-Passer, de 2000 à 2002.
Westenthaler est membre du Conseil municipal et Landtag de Vienne de 1991 à 2000. Après les élections législatives autrichiennes de 1999, il rejoint le Conseil national. Il devient président du groupe parlementaire FPÖ après la formation du gouvernement au printemps 2000. Dans ce rôle, il est présent dans les médias principalement à travers ses doubles conférences avec le président du club ÖVP Andreas Khol, au cours desquelles des projets gouvernementaux sont annoncés. En 1999, Westenthaler entre au conseil d'administration de l'ORF et tente d'intervenir dans des reportages politiques.
Après le congrès du FPÖ à Knittelfeld en 2002, Westenthaler, Susanne Riess-Passer et le ministre des Finances Karl-Heinz Grasser démissionnent de toutes les fonctions du parti, ce qui aboutit à de nouvelles élections au niveau fédéral en raison de la fin de la coalition ÖVP-FPÖ.
En 2001, Peter Westenthaler reçoit le Big Brother Awards pour sa demande en faveur d'une collecte complète d'empreintes digitales.
Après sa première carrière politique, il est employé par Frank Stronach dans son groupe Magna Steyr et travaille pour Stronach (en tant que patron de la Bundesliga) en tant que membre du conseil d'administration du Championnat d'Autriche de football.
En octobre 2005, peu avant les élections régionales de Vienne, Westenthaler revient à la politique en envoyant une lettre ouverte appelant à l'élection du BZÖ. En conséquence, il est évoqué à plusieurs reprises comme éventuel président du BZÖ. Après avoir officiellement annoncé le 20 mai 2006 qu'il était disponible pour ce poste, il est présenté par le BZÖ le 22 mai 2006 comme le principal candidat du parti pour les élections législatives autrichiennes de 2006. Durant la campagne électorale, Westenthaler fait sensation en exigeant l'expulsion de 300 000 étrangers. Le 30 août 2008, il est remplacé à la présidence de l'alliance par Jörg Haider.
En mai 2010, il suit une formation de six mois pour être agent immobilier et acquiert ensuite une expérience pratique auprès d'amis courtiers. En novembre 2013, Westenthaler fonde sa propre société de conseil. Il travaille comme consultant immobilier, relations publiques et politique.
En avril 2017, Westenthaler devient directeur de la publication du magazine mensuel Alles Roger? (de), publié par Ronald Seunig, l'exploitant du centre commercial Excalibur City (de) à la frontière tchèque, avec un tirage de 200 000 exemplaires dans toute l'Autriche jusqu'en 2019.
Westenthaler travaille pour le groupe de médias Österreich à partir de février 2018. D'une part, il agit comme intervenant pour les reportages d'information de la chaîne de télévision oe24.TV et, avec face à lui Josef Cap, dans le programme Fellner-Live.
En février 2024, Westenthaler est nommé au conseil d'administration de l'ORF par le FPÖ. Des personnes déclarent que cela n'est pas compatible avec son travail pour le groupe de médias Österreich, une entreprise concurrente.

## Affaires judiciaires

### Remplacement des croix sommitales
Lors de la campagne des élections législatives de 2006, Peter Westenthaler présente une lettre lors d'un débat télévisé avec le président du SPÖ, Alfred Gusenbauer. Cette lettre de réponse du Club alpin autrichien (OeAV) au conseiller municipal SPÖ de Vienne Omar Al-Rawi (de) concerne l'érection du croissant au lieu d'une croix sommitale sur les sommets autrichiens. Un groupe d'artistes revendiquera la responsabilité de la lettre, envoyée non seulement à Westenthaler mais également au président du FPÖ, Heinz-Christian Strache, et à Hans Dichand (de) (Kronen Zeitung). L'OeAV et Omar Al-Rawi portent plainte contre le BZÖ. Peter Westenthaler est condamné pour diffamation.

### Condamnation pour fausses déclarations
Christoph Pöchinger, porte-parole de la ministre de la Justice Karin Gastinger, qui a démissionné du BZÖ juste avant les élections de 2006, accuse le garde du corps de Westenthaler, Siegfried Kobal, de l'avoir frappé le soir des élections en présence de Westenthaler et à sa demande. Westenthaler conteste cette version. Le 30 octobre 2006, le parquet abandonne la plainte, car il ne peut pas prouver que Westenthaler eût fait cette demande. Le ministère public qualifie pourtant une « manifestations de mécontentement liées à l’alcool et à l’environnement ».
Après que le garde du corps de Westenthaler est condamné le 20 mars 2007 à quatre mois de prison avec sursis et au paiement d'une indemnisation pour coups et blessures et contrainte, une procédure est engagée contre Westenthaler parce que ses déclarations lors du procès contre le garde du corps sont considérées par le procureur comme des déclarations délibérément fausses. Westenthaler nia avoir parlé aux policiers cette nuit-là, même si deux policiers se souviennent de lui avoir parlé.
Le Conseil national lève l'immunité parlementaire de Westenthaler. La procédure commence le 11 juin 2008. Peter Westenthaler plaide non coupable. Le 29 juillet 2008, il est condamné à neuf mois de prison pour fausses déclarations. Après un appel le 18 juin 2009, la peine est réduite à six mois d'emprisonnement avec sursis et est désormais définitive. Les périodes de probation et de remboursement de ce jugement prennent fin le 18 juin 2012.

### Condamnation pour escroquerie et abus de confiance
D'octobre 2014 à mars 2015, un procès pénal contre Westenthaler a lieu devant le tribunal régional de Vienne pour suspicion de fraude grave et d'abus de confiance. Westenthaler, qui nie les accusations, est accusé d'avoir utilisé de manière inappropriée un financement spécial en tant que membre du conseil d'administration de la Bundesliga. Il est également accusé d'avoir déclaré qu'un document sur la protection des joueurs préparé par l'agence Orange et commandé par Österreichische Lotterien ne vaut pas le prix demandé de 300 000 euros. Westenthaler participa à un acte d'abus de confiance au détriment de Casinos Austria (de).
Le 6 mars 2015, Westenthaler est acquitté de tous les chefs d'accusation. Le 3 mars 2016, la Cour suprême autrichienne annule l'acquittement.
À l'issue du nouveau procès, Westenthaler est condamné le 13 janvier 2017 à deux ans et demi de prison aménageables. Westenthaler fait appel du verdict. Cependant, la Cour suprême confirme le verdict de culpabilité en octobre 2017. En ce qui concerne la peine, la procédure est renvoyée devant le tribunal régional supérieur de Vienne. En mars 2018, la peine est réduite à 24 mois, dont 8 mois inconditionnels. Il ne peut demander un bracelet de cheville qu'après quatre mois au plus tôt. Le tribunal justifie cela en affirmant que Westenthaler avait utilisé sa position d'ancien homme politique de haut rang pour commettre les actes incriminés. Afin d'éviter la prison, l'avocat de Westenthaler annonce en avril 2018 qu'il déposerait une plainte en nullité auprès du parquet général afin de faire respecter la loi. Cela permettrait à Westenthaler de demander un bracelet de cheville au début de sa peine de prison. Début mai 2018, le tribunal pénal régional de Vienne accorde un sursis à détention jusqu'au 20 août 2018 afin de « pouvoir organiser de manière adéquate sa représentation et pouvoir lui garantir un retour au travail même après sa sortie de prison ». Il commence sa peine de prison le 20 août 2018 à la prison de Simmering à Vienne. Westenthaler est libéré de prison le 31 janvier 2019.